# Sex and the City (película)
Sex and the City: The Movie (En América Sexo en la ciudad: la película, en España Sexo en Nueva York: la película) es una película de comedia romántica estadounidense de 2008 escrita y dirigida por Michael Patrick King en su debut como director. Es una continuación de la serie de televisión de HBO, Sex and the City (1998-2004). Fue estrenada el 30 de mayo de 2008.
El estreno mundial tuvo lugar en Leicester Square en Londres el 15 de mayo de 2008 y se estrenó el 28 de mayo de 2008 en el Reino Unido y el 30 de mayo de 2008 en los Estados Unidos. A pesar de las críticas mixtas de los críticos, que calificaron a la película como un episodio extendido de la serie, fue un éxito comercial, recaudando más de $415 millones en todo el mundo con un presupuesto de $65 millones.
Una secuela de la película, titulada Sex and the City 2, fue estrenada en 2010 con un éxito comercial similar pero un fracaso crítico aún mayor. Se anunció una tercera película en diciembre de 2016, pero en septiembre de 2017, Parker confirmó que no iba a suceder.

## Argumento
La película nos cuenta la historia desde donde se quedó en la serie, sino que comienza unos años después.
Las cuatro protagonistas siguen con sus vidas, cada una con su pareja y su trabajo. No obstante pasarán cosas que cambiarán por completo sus vidas.
Carrie Bradshaw (Sarah Jessica Parker) continúa su relación con Mr. Big (Chris Noth), pero todo se complica cuando este le propone matrimonio.
Miranda Hobbes (Cynthia Nixon) empieza a tener problemas con su marido Steve Brady (David Eigenberg) ya que este le es infiel.
Charlotte York (Kristin Davis) cumple su sueño y por fin queda embarazada.
Samantha Jones (Kim Cattrall) continúa su idilio sexual con el actor Smith Jerrod (Jason Lewis).

## Reparto
- Sarah Jessica Parker como Carrie Bradshaw
- Kim Cattrall como Samantha Jones
- Cynthia Nixon como  Miranda Hobbes
- Kristin Davis como  Charlotte York Goldenblatt
- Chris Noth como  John James Mr. Big Preston (novio de Carrie)
- Jason Lewis como Jerry Smith Jerrod (novio de Samantha)
- Jennifer Hudson como Louise de Saint Louis (asistente de Carrie)
- Candice Bergen como Enid Frick (editora de Carrie)
- David Eigenberg como Steve Brady (esposo de Miranda)
- Evan Handler como Harry Goldenblatt (esposo de Charlotte)
- Willie Garson como Stanford Blatch (amigo de Carrie)
- Mario Cantone como Anthony Marantino
- Gilles Marini como Dante (vecino desnudo de Samantha)
- Lynn Cohen como (niñera)
- Julie Halston como Bitsy von Muffling
- Amy Flanagan como  hija biológica de Charlotte
- Joanna Gleason como terapeuta de Miranda y Steve
- André Leon Talley como  André Leon Talley (ejecutivo de Vogue)
- Joseph Pupo como Brady Hobbes (Hijo de Miranda y Steve)
- Alexandra Fong y Parker Fong como Lily York Goldenblatt (hija adoptiva de Charlotte, con un año de diferencia)